# Ficus panurensis
Ficus panurensis är en mullbärsväxtart som beskrevs av Paul Carpenter Standley. Ficus panurensis ingår i släktet fikonsläktet, och familjen mullbärsväxter. Inga underarter finns listade i Catalogue of Life.